# Podkonice, Banská Bystrica
Podkonice este o comună slovacă, aflată în districtul Banská Bystrica din regiunea Banská Bystrica. Localitatea se află la altitudinea de 865 m deasupra n.m., se întinde pe o suprafață de 28,47 km2 și în 2017 număra 907 locuitori.

## Istoric
Localitatea Podkonice este atestată documentar din 1340.

## Demografie
| An:                | 1994 | 2004   | 2014   | 2024   |
| ------------------ | ---- | ------ | ------ | ------ |
| Număr de persoane: | 875  | 873    | 883    | 903    |
| Diferență:         |      | −0,22% | +1,14% | +2,26% |

| An:                | 2023 | 2024   |
| ------------------ | ---- | ------ |
| Număr de persoane: | 913  | 903    |
| Diferență:         |      | −1,09% |